# Пінокислотне оброблення свердловин
Пінокислотне оброблення свердловин як  метод підвищення нафтовилучення застосовують при значній товщині пласта та низьких пластових тисках. У привибійну зону свердловини вводять аерований розчин кислоти і поверхнево-активних речовин (ПАР) у вигляді піни. При таких обробках використовують кислотний агрегат, компресор і аератор. Пінокислотна обробка має наступні переваги:
- Кислотна піна повільніше розчиняє карбонатний матеріал, що сприяє глибшому проникненню активної кислоти в пласт.
- Кислотна піна має меншу густину і підвищену в'язкість, що дозволяє збільшити охоплення впливом усієї продуктивної товщини пласта.
- Вміст у піні ПАР знижує поверхневий натяг кислоти на межі з нафтою, а стиснене повітря, що знаходиться в піні, при зниженні тиску після обробки, розширюється у багато разів; усе це разом сприяє поліпшенню умов припливу нафти у свердловину і значно полегшує її освоєння.